# 1199
1199 (MCXCIX) var ett normalår som började en fredag i den julianska kalendern.

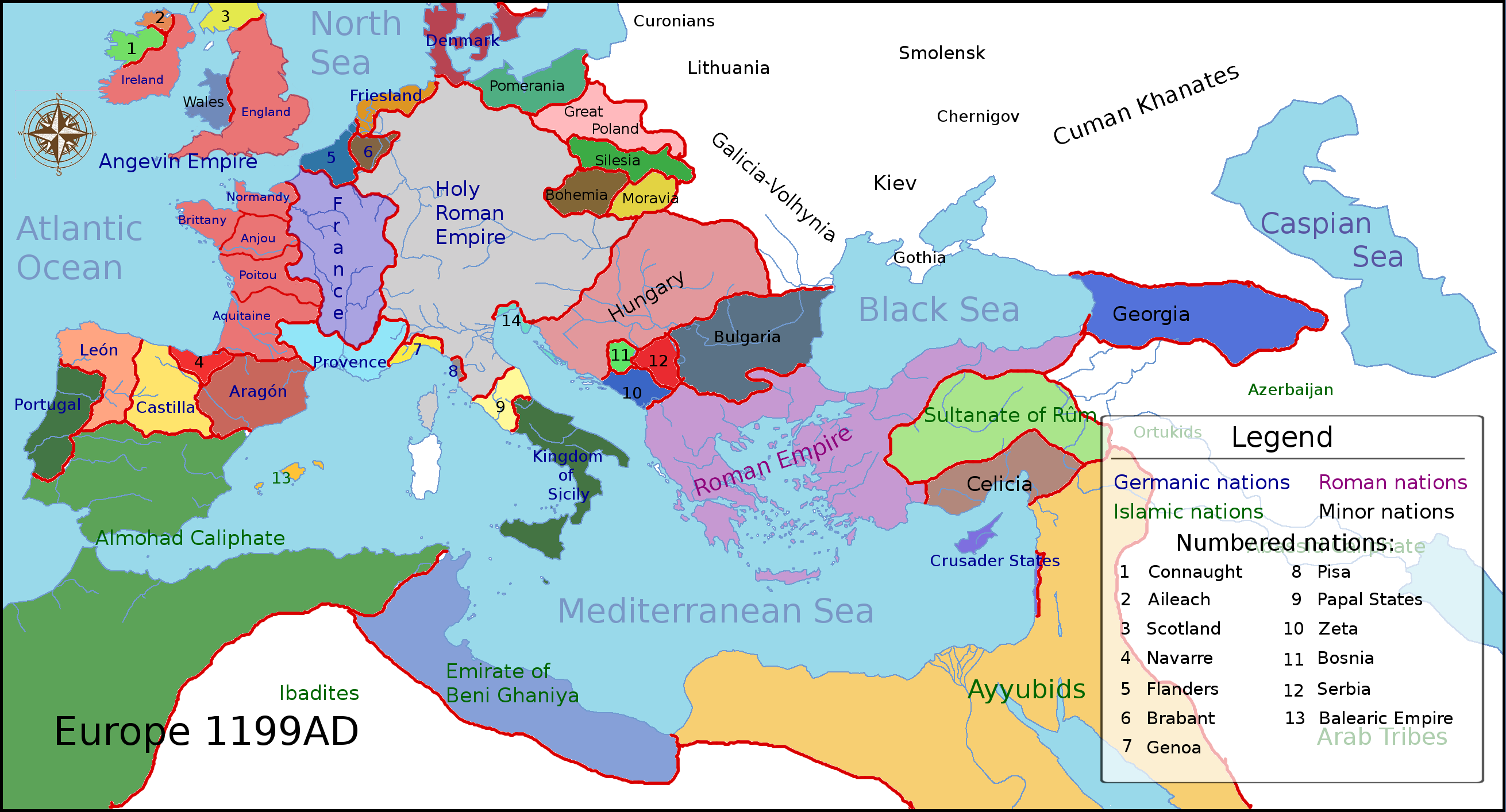
Politisk karta över Europa 1199, som visar större germanska och muslimska länder.

## Händelser

### Maj
- 27 maj – Sedan Rikard I Lejonhjärta har avlidit den 6 april efterträds han som kung av England av sin bror Johan, som sedan 1177 också är herre över Irland, en titel som samtliga engelska regenter kommer att inneha fram till 1542, då den ersätts av titeln kung av Irland, som de engelska och brittiska monarkerna i sin tur kommer att inneha fram till 1801, då denna uppgår i titeln kung av Storbritannien och Irland.

### Okänt datum
- Sverker den yngre gifter om sig med jarlen Birger Brosas dotter Ingegerd.
- Värmland omnämns för första gången i dokument, där Birger Brosa donerar laxfisket i Dejeforsen till Riseberga kloster.
- Sultanen Qutb Al-Din Aibeg inleder uppförandet av minareten Qutab Minar.
- Minamoto no Yoriie efterträder fadern Minamoto no Yoritomo som shogun av Japan.
- Albert utnmämns till biskop av Livland.

## Födda
- Alexander IV, född Rinaldo Conti, påve 1254–1261 (född omkring detta år).
- Guttorm Sigurdsson, kung av Norge från 2 januari till 11 augusti 1204.

## Avlidna
- 6 april – Rikard I Lejonhjärta, kung av England sedan 1189.[1]
- Benedicta Ebbesdotter, drottning av Sverige sedan 1195 eller 1196, gift med Sverker den yngre (död detta eller nästa år).
- Minamoto no Yoritomo, shogun av Japan.
- 7 november – Mikael den store, patriark av den syrisk-ortodoxa kyrkan 1166–1199.

### Fotnoter
1. ↑  Det hände i dag